# Якоб Альман Нільсен
Якоб Альман Нільсен (дан. Jakob Ahlmann Nielsen; нар. 18 січня 1991, Ольборг) — данський футболіст, лівий захисник клубу «Ольборг» та національної збірної Данії.

## Клубна кар'єра
У дорослому футболі дебютував 2009 року виступами за команду клубу «Ольборг», кольори якої захищає й донині.

## Виступи за збірну
22 травня 2014 року дебютував в офіційних матчах у складі національної збірної Данії товариською грою проти збірної Угорщини (2:2). Наразі провів у формі головної команди країни 2 матчі.

## Досягнення
Ольборг
- Чемпіон Данії: 2013/14
- Переможець Кубка Данії: 2013/14